# ADCインテリ
ADCインテリ（ポルトガル語: Associação Desportiva Classista Intelli）は、ブラジル・サンパウロ州オルランジアを本拠地とするフットサルクラブ。リーガ・ナシオナルに所属している。1977年に創設された。3,000人収容のマウリシオ・レイテ・ヂ・モラエス体育館をホームアリーナとしている。

## 歴史
1977年に創設された。2003年にはサンパウロ州選手権で初優勝し、2010年と2011年にはサンパウロ州選手権で2連覇した。2012年から2014年にはファルカンが在籍し、2012年にはリーガ・ナシオナルで初優勝、2013年にはリーガ・ナシオナルで2連覇した。2013年にはコパ・リベルタドーレスで初優勝した。2014年のコパ・リベルタドーレスでは、準決勝でCERアトランティコとの同国対決に敗れた。2014年十2015年のリーガ・ナシオナルでは2年連続で準優勝に終わった。

## タイトル

### 国内大会
- リーガ・ナシオナル (1) : 2012, 2013
- スーペルリーガ・ヂ・フットサル（ポルトガル語版） (2) : 2013, 2014
- サンパウロ州選手権 (3) : 2003, 2010, 2011

### 国際大会
- コパ・リベルタドーレス（英語版） (1) : 2013